# Halte fluviale

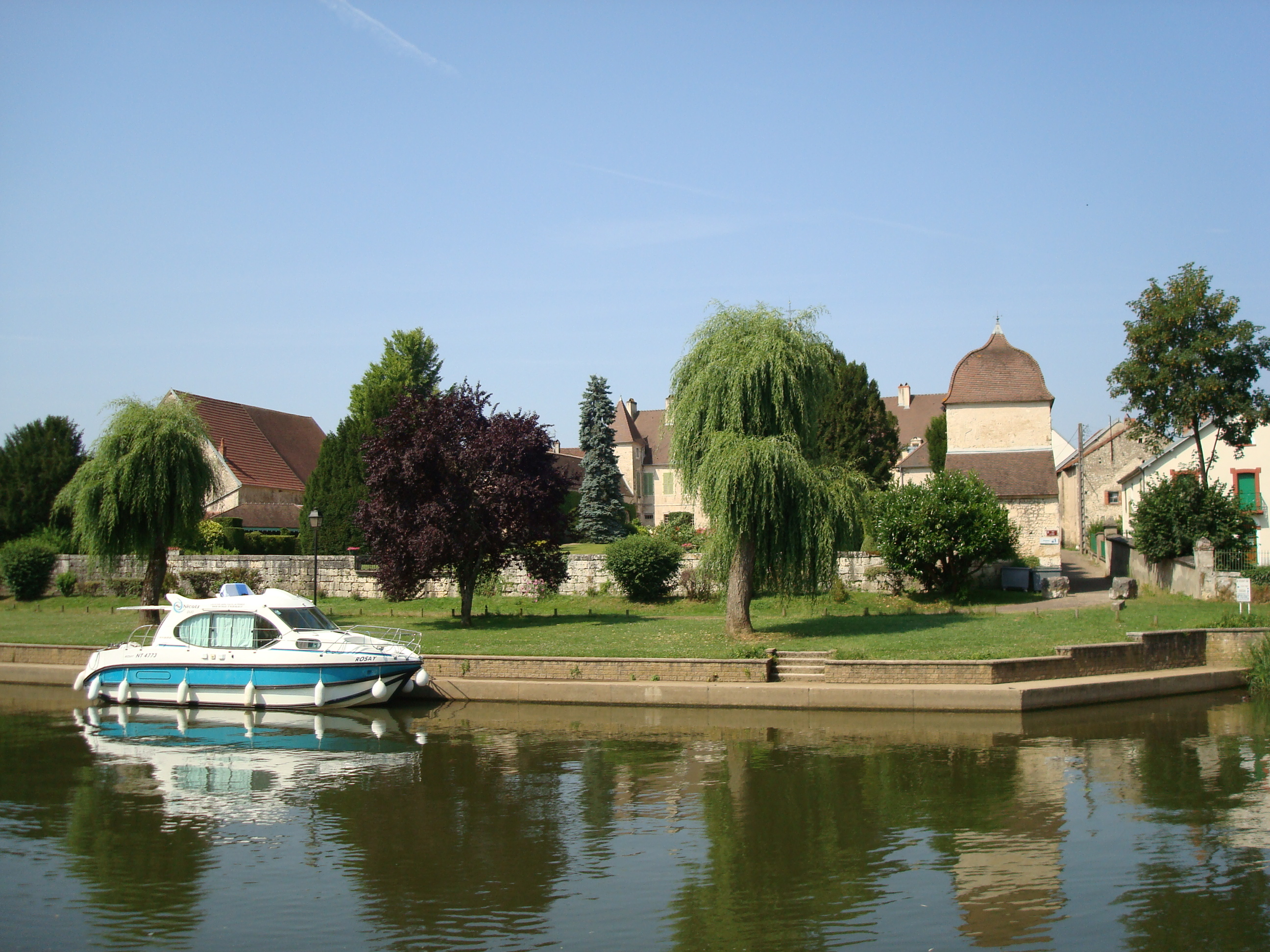
Halte fluviale de Mantoche sur la Saône (département de la Haute-Saône)

Une halte fluviale, ou halte nautique, est une partie de berge d’un canal ou d’une rivière navigable qui a été aménagée pour permettre aux plaisanciers d’accoster et de faire une escale, généralement de courte durée.

## Finalité
Des gares à bateaux doivent être prévues aux abords des écluses, car le transit des écluses crée des délais d'attente lorsque plusieurs bateaux se présentent d'un même côté de l'ouvrage vers la même heure. La longueur de ces garages est donc un multiple de la longueur des bateaux (soit 38,50 m pour le petit gabarit), accrue d'une distance de sécurité.
Ces gares à bateaux, jouent un rôle important dans le fonctionnement d'une voie navigable, car le stockage des navires en attente aux écluses dépend de leur capacité. Celle-ci peut se trouver dégradée par la présence de navires d'habitation naviguant peu, voire plus du tout, stationnés à quai à longueur d'année.
Ces gares à bateaux peuvent aussi être prévues non en raison d’un quelconque encombrement des écluses, mais du fait d’un éloignement des ports et du délai pour les rejoindre, nécessitant un ravitaillement intermédiaire des plaisanciers, ne serait-ce qu’en carburant. Les navigateurs doivent bénéficier d'une halte toutes les trois à quatre heures de navigation.

## Équipements
En principe, une halte fluviale est équipée de postes d'alimentation en eau potable, de bennes à ordures, de sanitaires. Il peut s'y trouver aussi un poste d'avitaillement, afin que le marinier puisse faire le plein de carburant.
Aux abords de la halte fluviale se trouvent des pieux d'amarrage, appelés ducs-d’Albe.
Une halte fluviale n’est pas gardiennée.